# Yulenmis Aguilar
Yulenmis Aguilar Martínez (* 3. August 1996 in Guisa) ist eine kubanisch-spanische Leichtathletin, die sich auf den Speerwurf spezialisiert hat und seit Juni 2024 für Spanien startberechtigt ist.

## Sportliche Laufbahn
Erste internationale Erfahrungen sammelte Yulenmis Aguilar 2013 bei den Jugendweltmeisterschaften in Donezk, bei denen sie mit einer Weite von 59,94 m die Silbermedaille gewann, wie auch bei den anschließend stattfindenden Panamerikanischen-Juniorenmeisterschaften in Medellín mit 50,00 m. 2014 nahm sie erstmals an den Zentralamerika- und Karibikspielen (CAC) in Xalapa teil und wurde dort mit einem Wurf auf 54,50 m Vierte. 2015 belegte sie bei den Panamerikanischen Spielen in Toronto mit 57,87 m den sechsten Platz und siegte anschließend bei den Panamerikanischen-Juniorenmeisterschaften in Edmonton mit 63,86 m, wobei sie mit dieser Weite einen neuen U20-Weltrekord aufstellte und damit die Ukrainerin Wera Rebrik ablöste. Daraufhin gewann sie bei den NACAC-Meisterschaften in San José mit 56,79 m die Silbermedaille hinter der US-Amerikanerin Kara Winger. Damit qualifizierte sie sich auch für die Weltmeisterschaften in Peking, bei denen 60,52 m aber nicht für einen Finaleinzug reichten. 2016 gewann sie bei den U23-NACAC-Meisterschaften in San Salvador mit 57,09 m die Goldmedaille und nahm auch an den Olympischen Spielen in Rio de Janeiro teil, bei denen sie aber mit 54,94 m bereits in der Qualifikation ausschied. Zwei Jahre darauf nahm sie erneut an den Zentralamerika- und Karibikspielen in Barranquilla teil und gewann mit 55,60 m hinter der Kolumbianerin María Lucelly Murillo und Coralys Ortiz aus Puerto Rico die Bronzemedaille.
2022 siegte sie mit 61,99 m beim Gyulai István Memorial und im Jahr darauf wurde sie beim Meeting de Paris mit 60,61 m Dritte. 2024 startete sie für Spanien bei den Europameisterschaften in Rom und verpasste dort mit 57,27 m den Finaleinzug. Im August belegte sie bei den Olympischen Sommerspielen in Paris mit 62,78 m im Finale den sechsten Platz.
In den Jahren 2015 und 2017 wurde Aguilar kubanische Meisterin im Speerwurf. Zudem wurde sie 2024 spanische Meisterin.